# Арена для боя быков

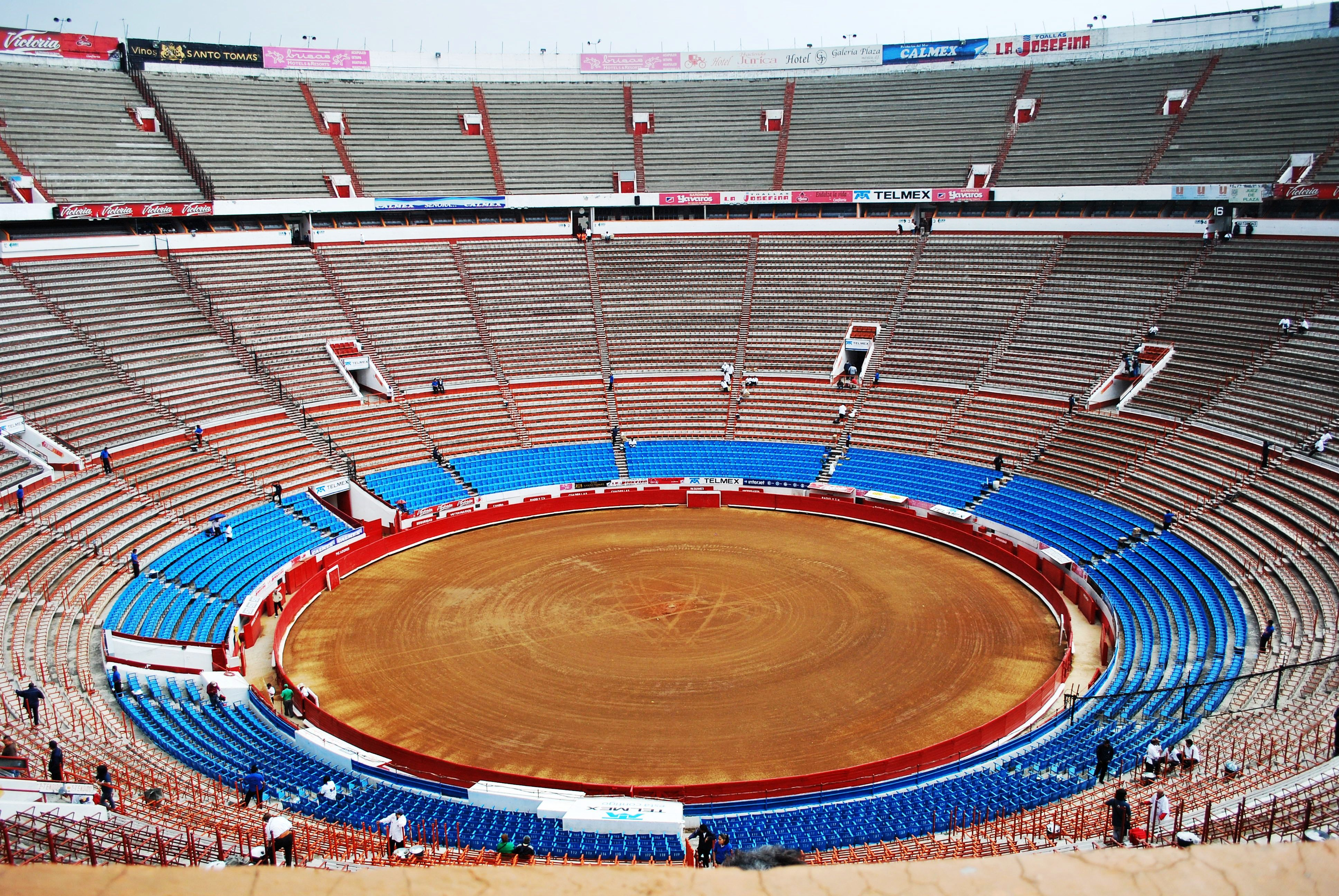
Plaza de Toros México, арена в Мехико — крупнейшая в мире

Арена для боя быков (исп. plaza de toros) — специальное архитектурное сооружение, предназначенное для проведения корриды, традиционного испанского зрелища, в котором человек (тореадор) вступает в бой с быком. Такие арены распространены в Испании, странах Латинской Америки, а также в некоторых регионах Португалии и южной Франции. В древнеримское время бои быков проводились в амфитеатрах, наряду с боями гладиаторов и прочими массовыми мероприятиями.

## История
Истоки арен для боя быков восходят к античным амфитеатрам, особенно римским. С развитием традиции корриды в Испании в Средние века стали строиться постоянные сооружения, специально адаптированные под зрелищные поединки человека и животного. Первая в современном понимании арена появилась в XVIII веке в Севилье — это Пласа де Торос де ла Реаль Маэстранса, одна из старейших и самых известных в мире.

## Архитектура
Арена для боя быков имеет круглую или овальную форму. Центральная часть — песчаное кольцо, называемое руэда, окружена барьерами и защитными укрытиями для тореадоров. Внешние кольца отведены под зрительские места, располагающиеся террасами. Конструкция арены учитывает требования безопасности, акустики и освещённости.
Крыши над зрительскими местами встречаются редко, так как большинство арен рассчитаны на проведение мероприятий под открытым небом. Вместимость может варьироваться от нескольких тысяч до более чем 50 тысяч зрителей, как, например, в арене Лас-Вентас в Мадриде.

## Использование
Основное предназначение — проведение корриды в течение сезонного периода, как правило с весны до осени. Помимо традиционных боёв быков, арены нередко используются для концертов, фестивалей, политических митингов и спортивных мероприятий.
Некоторые арены, утратившие функцию в связи с запретом корриды (например, в Каталонии), были переоборудованы в торговые центры, музеи или культурные площадки.

## География распространения
Наибольшее количество арен сосредоточено в Испании, особенно в Андалусии и Мадриде. Также значительное число функционирует в Мексике, Колумбии, Перу и Венесуэле. В Португалии коррида существует в особой форме, где бык не убивается на арене. Во Франции арены сохранились в регионах, близких к испанской границе, в том числе в Ниме и Арле.

## Культурное значение
Арена для боя быков является важным элементом испанской культурной идентичности. Многие из них признаны объектами культурного наследия. Архитектура и эстетика арен вдохновляют художников, писателей и кинематографистов. Вокруг арен формируется особая социальная и ритуальная атмосфера, отражающая глубинные пласты местной традиции и коллективной памяти.

## Современное положение
С начала XXI века отношение к корриде и, соответственно, к аренам изменилось. Во многих регионах проводятся общественные дискуссии о запрете боя быков, а некоторые муниципалитеты полностью отказались от его проведения. Это повлекло за собой трансформацию функций арен и переосмысление их роли в городской среде.